# Казарий-Ласпен
Казари́й-Ласпе́н (фр. Cazarilh-Laspènes, окс. Cadelh e las Penas) — коммуна во Франции, находится в регионе Юг — Пиренеи. Департамент — Верхняя Гаронна. Входит в состав кантона Баньер-де-Люшон. Округ коммуны — Сен-Годенс.
Код INSEE коммуны — 31129.

## География

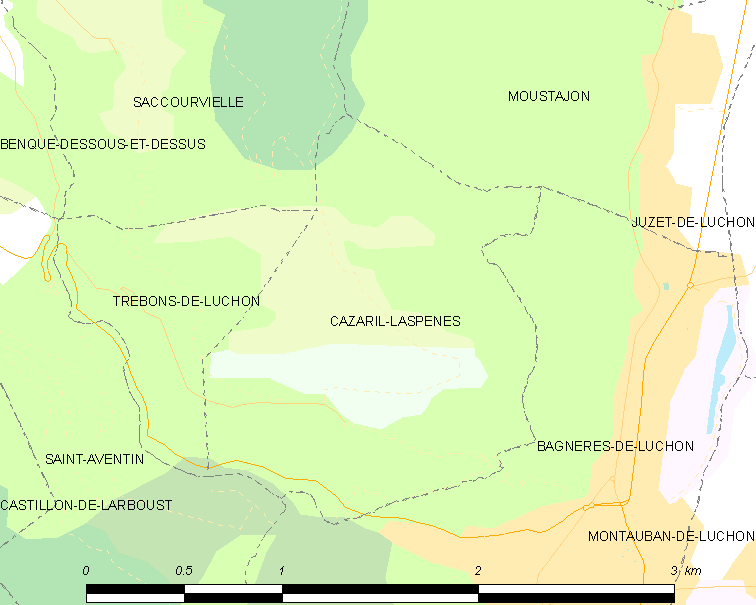
Карта коммуны

Коммуна расположена приблизительно в 690 км к югу от Парижа, в 115 км к юго-западу от Тулузы.
По территории коммуны протекает река Он. Около половины территории коммуны занимают леса.

## Климат
Климат умеренно-океанический. Зима мягкая и снежная, весна характеризуется сильными дождями и грозами, лето сухое и жаркое, осень солнечная. Преобладают сильные юго-восточные и северо-западные ветры.

## Население
Население коммуны на 2010 год составляло 23 человека.
| 1962 | 1968 | 1975 | 1982 | 1990 | 1999 | 2010 |
| ---- | ---- | ---- | ---- | ---- | ---- | ---- |
| 34   | 30   | 27   | 17   | 17   | 19   | 23   |

## Администрация
| Период | Период | Фамилия        | Партия                  | Примечания |
| ------ | ------ | -------------- | ----------------------- | ---------- |
| 1959   | 1982   | Огюст Денар    | Социалистическая партия |            |
| 1982   | 2005   | Поль Денар     | Социалистическая партия |            |
| 2005   | 2020   | Жан-Поль Денар | Социалистическая партия |            |

## Экономика
В 2010 году среди 9 человек трудоспособного возраста (15—64 лет) 5 были экономически активными, 4 — неактивными (показатель активности — 55,6 %, в 1999 году было 55,6 %). Из 5 активных жителей работали 5 человек (2 мужчин и 3 женщины), безработных не было. Среди 4 неактивных 1 человек был учеником или студентом, 2 — пенсионерами, 1 был неактивным по другим причинам.

## Достопримечательности
- Церковь Св. Мартина[фр.] (XI—XII века). Исторический памятник с 1926 года[4]

## Фотогалерея

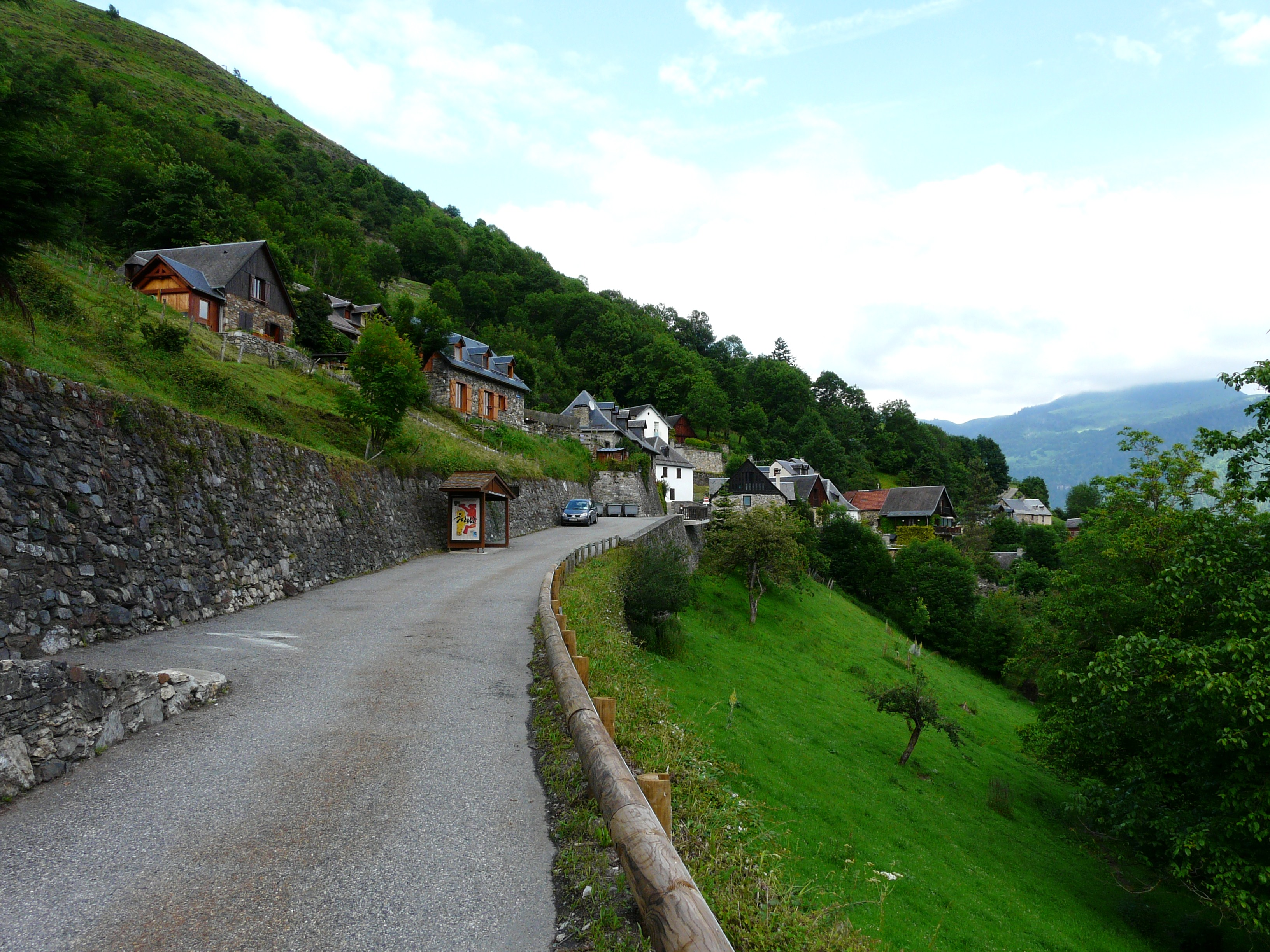
Казарий-Ласпен
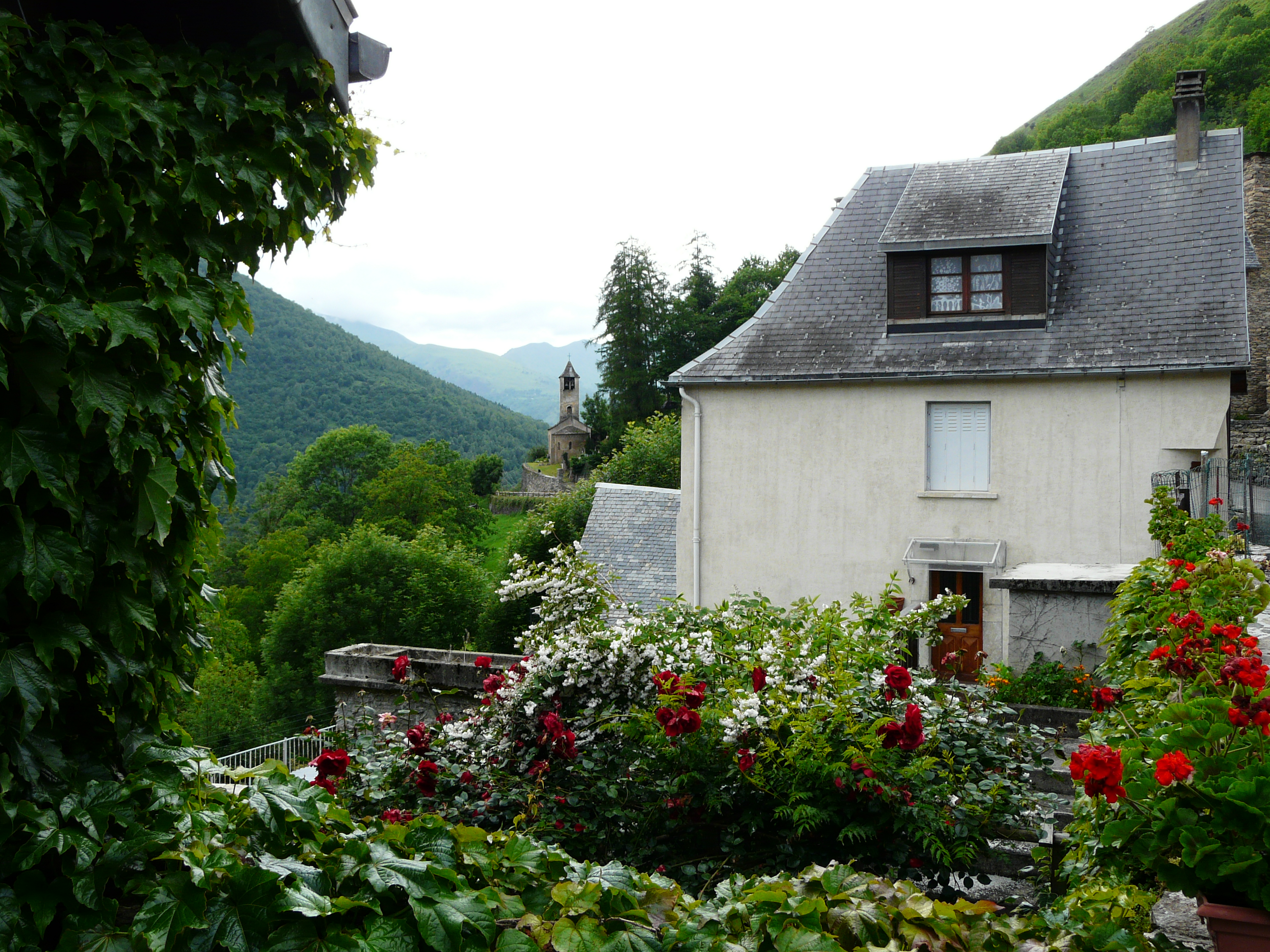
Казарий-Ласпен
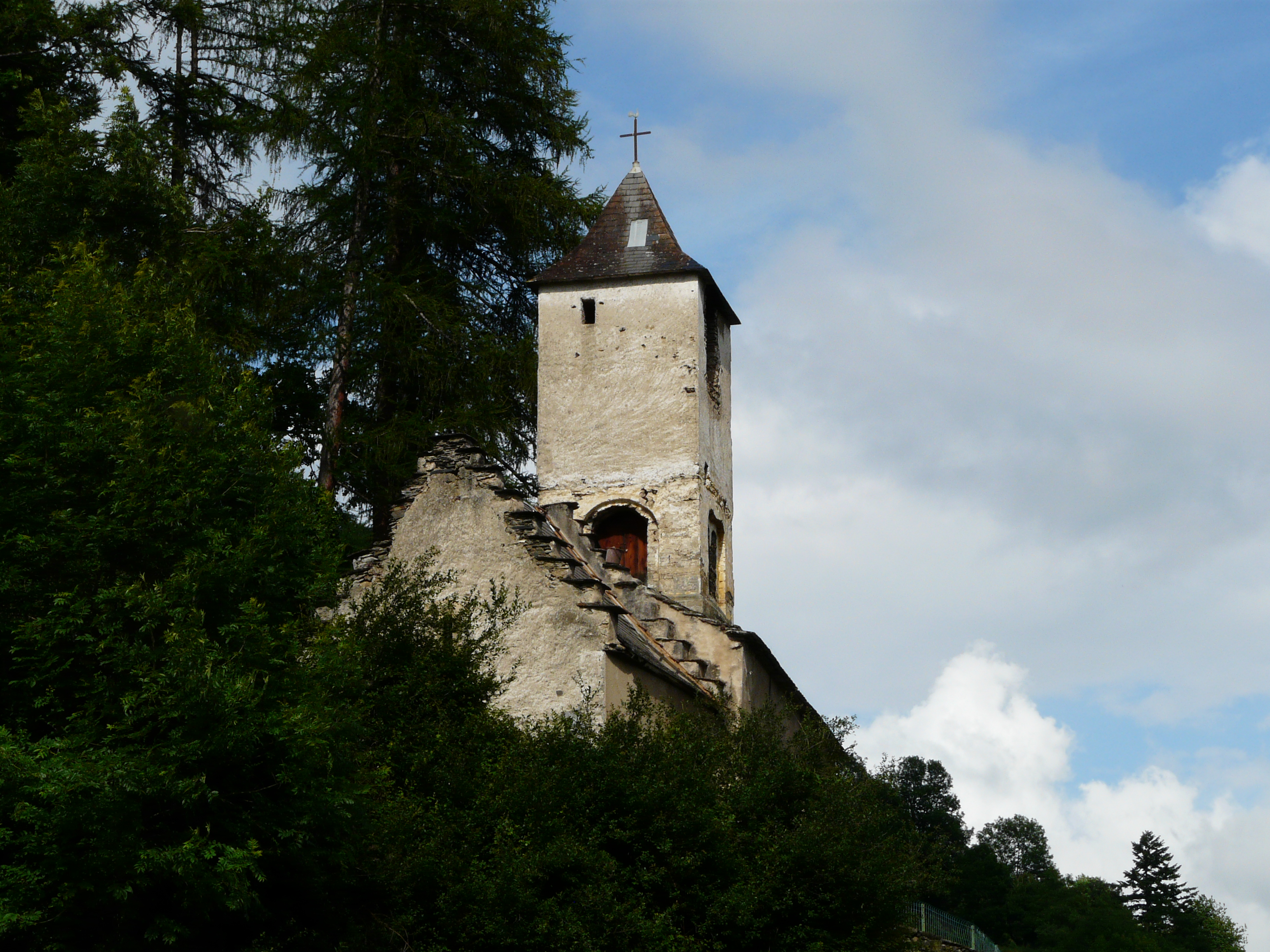
Церковь Св. Мартина
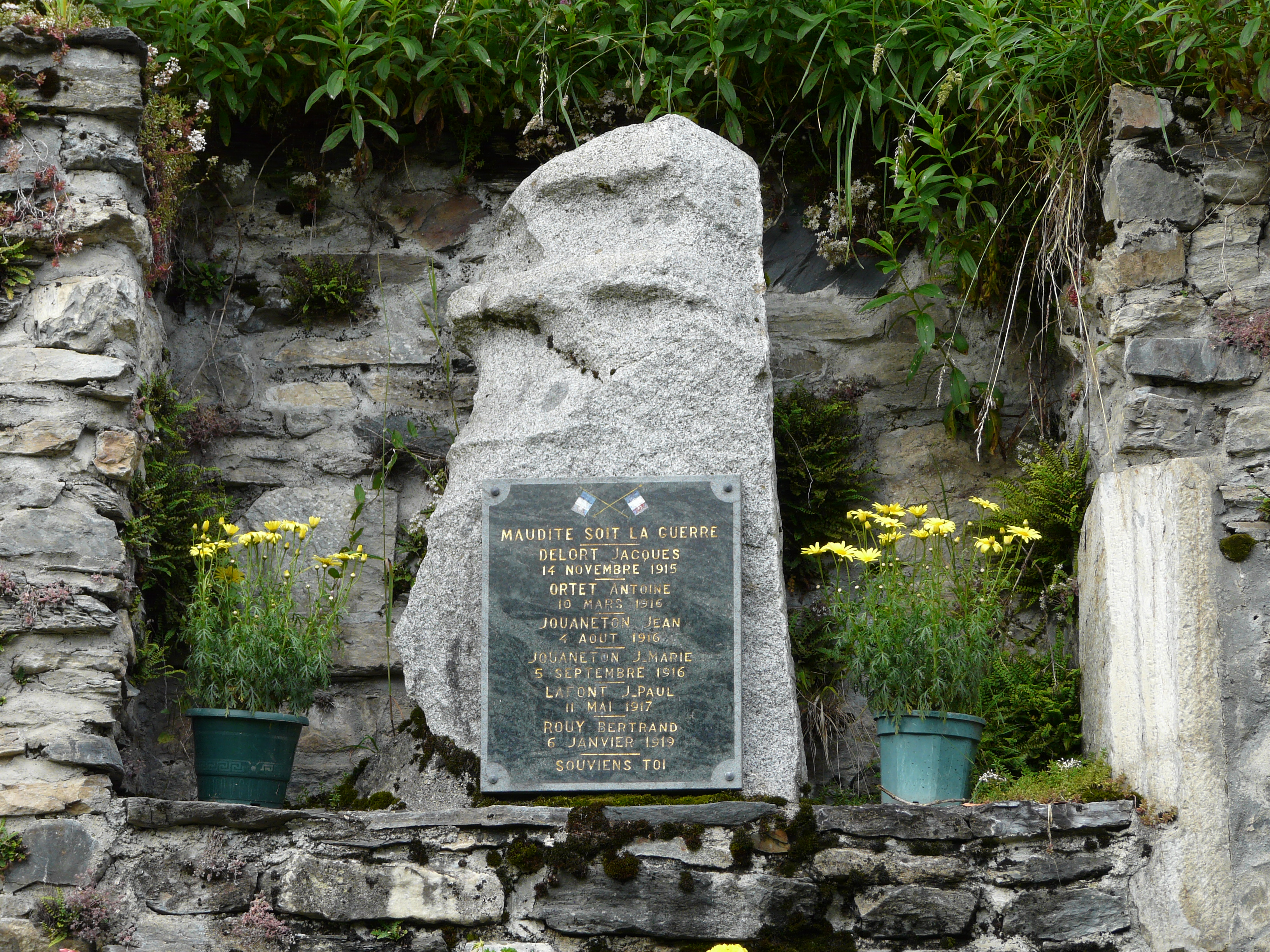
Военный мемориал
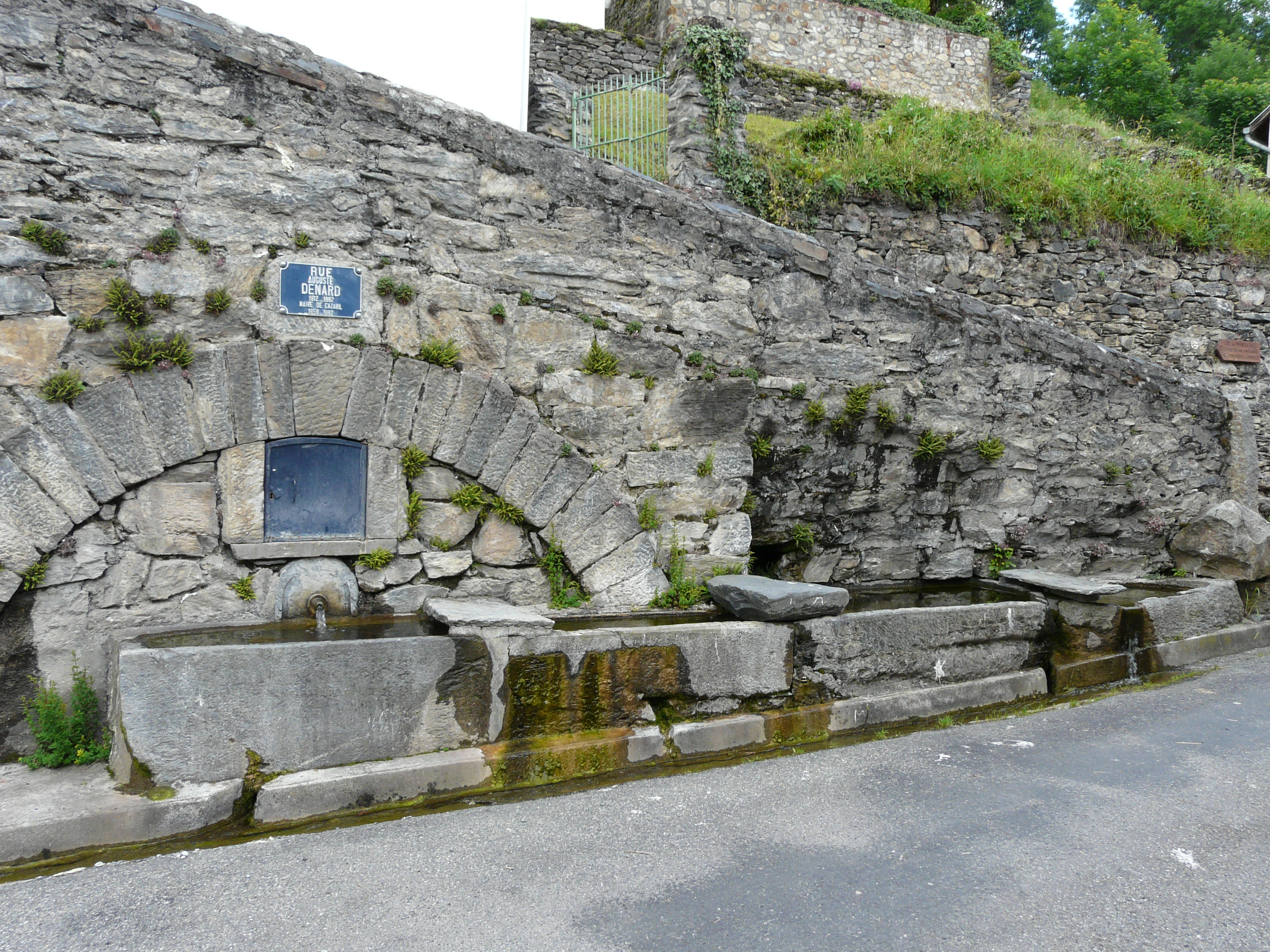
Водопой
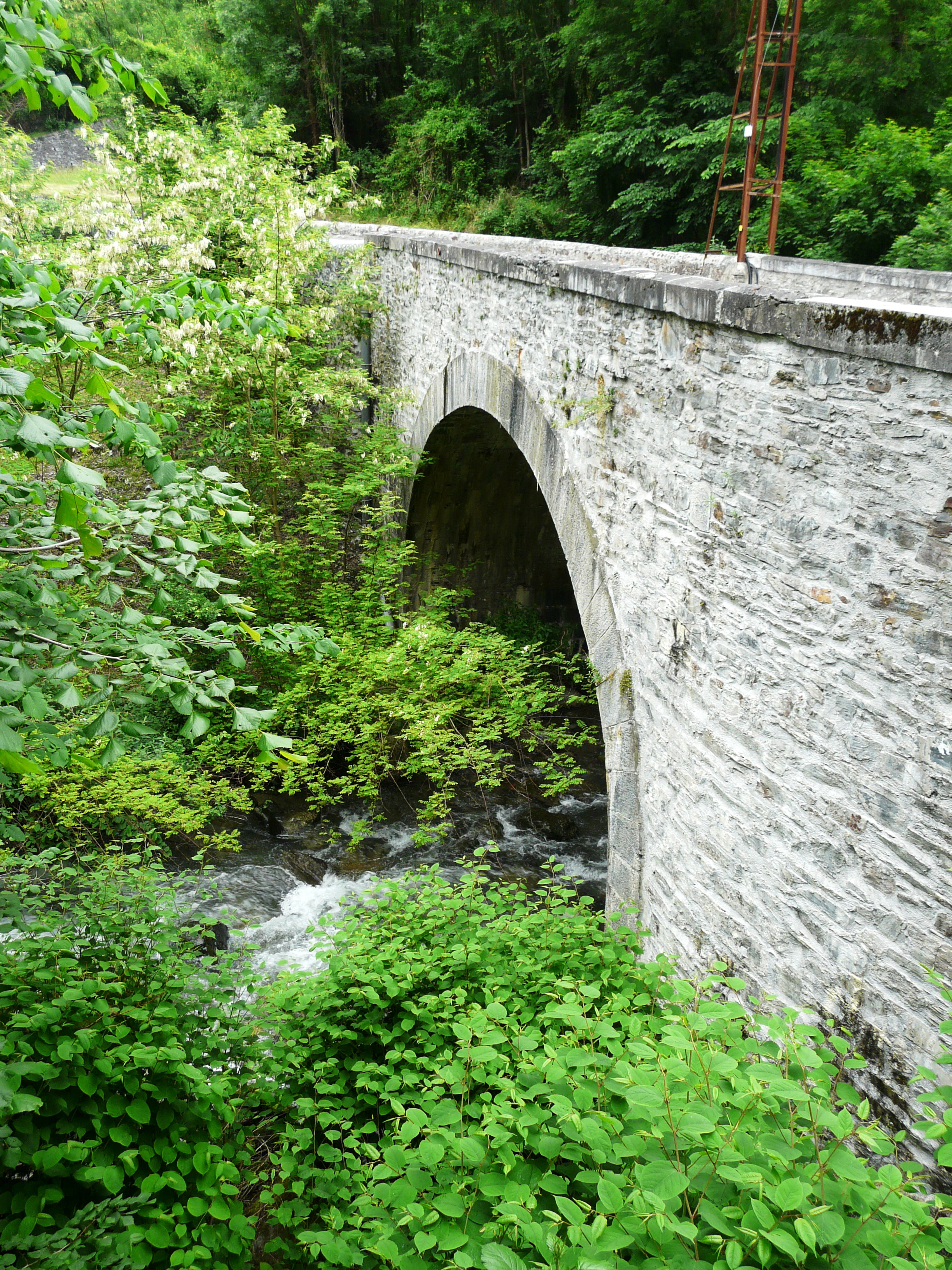
Мост Мускер через реку Он